# Cordillera Central (Bolivien)
Die Cordillera Central ist eine Hochgebirgskette im östlichen Anden-Hochland von Bolivien, die im Gesamtzusammenhang zur Anden-Ostkordillere gehört.

## Lage
Die Cordillera Central („zentrale Gebirgskette“) erstreckt sich im zentralen Bolivien über 1.200 km in nord-südlicher Richtung, von Chaupi Orco im Norden bis zum Cerro Zapaleri im Süden an der Grenze zu Chile und Argentinien. Sie trennt die Amazonas-Tiefländer im Osten von der Hochebene des Altiplano im Westen und ist reich an Bodenschätzen. Sie gliedert sich in die Cordillera Septentrional im Norden, die Cordillera Central in der Mitte und die Cordillera Meridional im Süden.

## Cordillera Septentrional
Die Cordillera Septentrional (Nördliche Kordillere) (auch: Cordillea Real) erstreckt sich von der peruanischen Grenze nördlich des Titicaca-Sees bis Oruro am Uru-Uru-See:
- Cordillera Apolobamba[2]
- Cordillera Real (Bolivien) (auch Cordillera de la Paz)[3]
- Cordillera Muñecas
- Cordillera Quimsa Cruz[4]
- Serranía de Sicasica[5]

Häufig wird die Cordillera Septentrional direkt der übergeordneten Cordillera Oriental und nicht der Cordillera Central zugeordnet.

## Cordillera Central
Die Cordillera Central im engeren Sinne umfasst zwei parallel laufende Gebirgssysteme zwischen Oruro und Potosí:
- Cordillera Azanaques[6]
- Cordillera de los Frailes[7]

## Cordillera Meridional
Die Cordillera Meridional schließt im Süden den Altiplano ab und führt die Gebirgskette der Cordillera Central an die im Westen verlaufende Cordillera Occidental heran:
- Cordillera de Chichas[8]
- Cordillera de Lípez[9]

## Talregionen
Innerhalb der Cordillera Real lassen sich zwei charakteristische Talregionen unterscheiden:
- Die Valles auf 2.000 bis 3.000 m Höhe
- Die Yungas zwischen 1.000 und 2.000 m Seehöhe.